# Candelaio
Candelaio  (dt.: „Kerzenzieher“) ist eine Komödie von Giordano Bruno in fünf Akten. Sie wurde 1582 in Paris als Buch veröffentlicht. Der Titel bezieht sich auf die pädophilen Neigungen der in der Komödie vorkommenden Person Bonifacio.

## Inhalt

### Il libro (Das Buch)
Es handelt sich hierbei um eine ironische, an Dichter gerichtete Zueignung, die in einer verschnörkelten, metaphernreichen Sprache gehalten ist, wohl u. a., um die Pedanten und deren eitle, umständliche Art aufs Korn zu nehmen. Die Dichter werden als die vom Fonte Caballino (Pferdequell) Getränkten bezeichnet. Es handelt sich dabei um den Ippocrene-(Hippokrene-)Quell, der der Sage nach am Fuße des Elicona (Helikon), dem Berg, an dem die Musen wohnten, durch einen Hufschlag des geflügelten Pferds Pegasus aus der Erde entsprungen ist und der den Dichtern seitdem unerschöpfliche Inspiration bietet. Die Dichter werden in einer scherzhaften Umschreibung darum gebeten, dem Autor ein Epigramm, ein Sonett, eine Lobrede, eine Hymne oder eine Ode zu geben, dass dieser dann an den Anfang oder an das Ende seines Werks setzen kann. Der Autor sei gleichsam nackt und bitte um Kleidung. Damit ist gemeint, dass durch das Versatzstück, das der Autor an den Anfang oder an das Ende seines Werks setzen möchte (allerdings noch nicht vorhanden ist – deshalb: "nackt"), diesem Werk Autorität verliehen werden soll. Ansonsten müsse er eine große Schar von Reitern fürchten, d. h. fürchten, von den Schulmeistern den Hintern versohlt zu bekommen bzw. dass Pedanten sein Werk verreißen werden. Die große Schar von Reitern ist in Wirklichkeit eine Anspielung auf eine schon seit dem Altertum in Schulen übliche körperliche Strafe: Die zu züchtigenden Schüler mussten dabei rittlings mit heruntergelassener Hose auf einem anderen Schüler sitzen und sich vom Lehrer den Hintern auspeitschen lassen.

### Zueignung
Die Zueignung ist an eine gewisse Frau Morgana B. gerichtet, deren Identität urkundlich nicht gesichert ist. Möglicherweise handelt es sich bei ihr um eine Frau, die Bruno in seinen Jugendjahren kennen gelernt hat. Auch die Zueignung ist in einer ironischen und metaphernreichen Sprache gehalten. Bruno fragt sich scherzhaft, wem er seine Zueignung seiner Komödie, die er für ein hervorragendes Kunstwerk hält, widmen soll. Weder der Papst noch der Kaiser noch ein Fürst werde ihm die Kerze aus der Hand nehmen, wobei die Kerze eine scherzhafte Anspielung auf den Titel des Theaterstücks sein soll. Die Übergabe der Kerze bedeutet folglich die Annahme der Zueignung. Die Kerze hat zugleich wegen ihrer Phallusform eine schlüpfrige Bedeutung. Es folgt eine Art Lobgesang auf Morgana, die Bruno zu seiner Muse erklärt. Der Lobgesang ist allerdings auch eine Liebeserklärung an die besagte Frau. Die Ankündigung, dass die Komödie Eseln und andere Bestien bzw. Tieren (die für Ignoranten, Dummköpfe und andere Unholde stehen) wie die Dämonen aus Dantes Inferno in Angst und Schrecken versetzen werde, bedeutet, dass gesellschaftliche Missstände bzw. bestimmte Personen und gesellschaftliche Gruppen, die für diese Missstände verantwortlich sind, im Theaterstück herbe Kritik ernten werden. Bruno, der offenbar fern seiner Heimat in Paris im Exil lebt, kündigt an, dass er wieder heimkehren werde. Bis dahin würden diejenigen, die Schlechtes über ihn verbreitet hätten und weiterhin verbreiteten, für ihre Untaten bezahlen. Da Bruno an die Reinkarnation glaubt, vertraut er darauf, wenn nicht in diesem, in einem anderen Leben glücklich zu werden. Die Zeit nehme und gebe alles, alles verändere sich, erlösche aber nicht. Einzig Gott könne seine Gestalt nicht mehr verändern. Er sei derjenige, der alles gebe und nehme.

### Argomento ed ordine della comedia (Handlung und Struktur der Komödie)
Ähnlich wie Aretinos La Cortigiana (1524/35) besteht Brunos Il Candelaio aus mehreren Handlungssträngen. Waren es in Aretinos Komödie zwei, so sind es in Brunos drei Handlungsstränge, die miteinander verwoben sind. Den ersten Handlungsstrang, so Bruno, bilde die Liebesgeschichte des faden Bonifacio; den zweiten Handlungsstrang die Alchimie des geizigen Bartolomeo und den dritten Handlungsstrang schließlich die Schulmeisterlichkeit des tollpatschigen Manfurio, wobei sich die drei genannten Personen in den drei genannten Eigenschaften: der Fadheit, dem Geiz und der Tollpatschigkeit in nichts nachständen.

#### Bonifacio
Die Geschichte Bonifacios spielt in den Szenen 1–4, 6–10 des ersten Akts; in den Szenen 3–5 des zweiten Akts; in den Szenen 2–5, 9–10 des dritten Akts; in den Szenen 1–8, 12–14 des vierten Akts und in den Szenen 1, 9–11, 14–24 des fünften Akts. Die Moral von der Geschichte Bonifacios sei, so merkt Bruno am Ende seiner Zusammenfassung an, dass derjenige, der seine Frau zu hintergehen versuche, am Ende wiederum von dieser hintergangen werde. Bruno vergleicht die Geschichte Bonifacios mit dem Mythos des Jägers Atteones (Aktaions), der seine Frau zu hintergehen suchte, indem er versuchte Diana zu verführen, die ihn, darüber erzürnt, dass er sie nackt gesehen hatte, in einen Hirsch verwandelte, so dass er von seinen eigenen Hunden zerfleischt wurde. Bruno setzt Scaramurè, Sanguino und dessen Gesellen mit diesen Hunden gleich.

#### Bartolomeo
Die Geschichte Bartolomeos spielt in den Szenen 3, 11–14 des ersten Akts; in der Szene 6 des zweiten Akts; in der Szene 1 des dritten Akts; in den Szenen 3–5, 8–10 des vierten Akts und in den Szenen 2–8, 12–13 des fünften Akts.

#### Manfurio
Die Geschichte Manfurios spielt in der Szene 5 des ersten Akts; in den Szenen 1–2, 7 des zweiten Akts; in den Szenen 4, 7, 11–13 des dritten Akts; in den Szenen 11, 15–16 des vierten Akts und in den Szenen 25–26 des fünften Akts.

### Antiprologo (Vor dem Prolog)
Die Hure, die Vittoria und Carubina spielen sollte, so der Vortragende, sei durch ein Gebärmutterleiden verhindert. Derjenige, der Bonifacio spielen sollte, sei so sehr betrunken, dass er seit dem letzten Mittag nicht mehr wisse, wo oben und unten sei. Der Prolog sei derart kompliziert und schwierig, dass der Vortragende selbst vier Tage gebraucht habe, um ihn auswendig zu lernen. Er vergleicht das Auswendiglernen des Prologs mit dem Wrack eines heruntergekommenen Bootes, das mit Mühe an Land gezogen wird und wieder seetüchtig gemacht werden muss, damit es wieder aufs Meer hinausfahren kann, wobei das seetüchtige Boot wiederum für die Komödie selbst steht, die ihrer Aufführung harrt. Der Autor der Komödie wie auch des Prologs soll ein komischer Kauz sein, der immer ein wehleidiges Gesicht ziehe und nie Freude zeige. Alle Philosophen, Dichter und Schulmeister hassten Reichtum und Wohlstand. Der Reichtum und der Wohlstand wiederum ergriffen vor den Philosophen, Dichtern und Schulmeistern die Flucht, da sie fürchten müssten, von ihnen gemartert, d. h. verschwendet zu werden. Vielmehr zögen der Reichtum und Wohlstand es vor, bei denen zu sein, die sie wahren wollten. Der Vortragende behauptet über sich, er sei völlig besitzlos. Er besitze nichts weiter als seine Seele und sei mit seiner oder der allgemeinen Situation dermaßen unzufrieden, dass er es vorziehe, in ein Kloster zu gehen. Den Prolog werde ein anderer sprechen müssen.

### Proprologo (Vorprolog)
Der Redner des Vorprologs zieht wüst über seinen ausgefallenen Vorredner her, da es für diesen keinen Ersatz gebe. Ein Prolog sei allerdings nicht notwendig, da die Komödie der Reihe nach aufgeführt würde. Deshalb sei es nicht notwendig vorab die Handlung zusammenzufassen. Ort der Handlung sei ein bestimmtes Viertel in Neapel. Auf der Bühne stehe ein Haus, das im Verlauf der Handlung einigen Spitzbuben als Unterschlupf dienen würde, die dort ihre Übeltaten ersinnen würden. An anderer Stelle befinde sich der Eingang bzw. Weg zum bzw. in das Haus des Bonifacio und der Carubina; an anderer wiederum der Eingang bzw. Weg zum bzw. in das Haus Bartolomeos; an anderer wiederum der Eingang bzw. Weg zum bzw. in das Haus Vittorias, des Malers Gioan Bernardos und des Magiers Scaramuré. In dieser Gegend treibe sich zudem ein Schulmeister namens Manfurio herum. Auch die geschäftige Kupplerin Lucia, sowie Pollula und dessen Meister; Ascanio, der Page Bonifacios; Mochione, der Bursche Bartolomeos; die Spitzbuben Sanguino, Barra, Marca und Corcovizzo; der Alchimist und Betrüger Cencio; der Apotheker Consalvo; Marta, Bartolomoeos Frau und schließlich der ehrenwerte Herr Ottavino würden auf der Bühne erscheinen. Der Redner fordert die Zuschauer auf, das Schauspiel genau zu verfolgen und je nach ihrer Gemütslage pessimistisch oder optimistisch zu interpretieren. Die Zuschauer erwarte ein Feuerwerk der Gefühle und Situationen: weinende unglückliche Liebhaber, unnahbare Liebesobjekte. (All dies wird umständlich in einer weitschweifigen Paraphrase zum Ausdruck gebracht, die den Zweck hat, durch eine Ansammlung von Petrarca-Zitaten, Petrarcas Dichtung aufs Korn zu nehmen). In der Komödie würden auch Frauen vorkommen, die sich gerne der Liebe widmeten. Unter diesen würde eine von einem Liebhaber innig geliebt. Es trete zudem eine Äbtissin auf, die irregeleitete Frauen zur Buße bei sich aufnehme und die im Alter bereue, sich in ihrer Jugend nicht den Freuden der Liebe gewidmet zu haben und deshalb nebenbei als eiskalt kalkulierende Kupplerin wirke (von daher kann die Bußabsicht der "irregeleiteten Frauen" durchaus auch ironisch gemeint sein). Des Weiteren wird ein Schulmeister vorgestellt, dessen Weisheit einem die Haare zu Berge stehen ließe, die Tränen in die Augen treibe und über den sich der Redner in ebenso ironischen wie langatmigen Aufzählungen von hervorragenden Taten und Eigenschaften lustig macht. Unter den Eigenschaften wird die Vorliebe für das Einfügen von Latinismen in italienischen Sätzen und das Einfügen von Gräzismen in lateinischen Sätzen erwähnt; das Zitieren von lateinischen und altgriechischen Autoren und der aufrechte, stolze Gang des Schulmeisters. Es wird eine Reihe weiterer schlechter Charaktere aufgezählt, die in der Komödie auftreten und durch ihre Schäbigkeit für komische Situationen sorgen würden, die allerdings auf der Bühne, nicht aber in der Realität komisch wirkten, sondern eher den Zorn der Betroffenen erregen dürften. Nichts werde im Theaterstück gewiss sein, alles berechnend. Viele Schäbigkeiten werde es geben, wenig Schönes und nichts Gutes. Am Ende seines Vortrags verabschiedet sich der Redner des Vorprologs, da er Personen der Komödie kommen zu hören glaubt.

### Bidello (Schuldiener)
An die Stelle des Redners des Vorprologs tritt nun ein Schuldiener. Dieser macht sich über das Publikum lustig, dem er vorwirft, nicht akzeptieren zu wollen, dass eine Komödie mit dem Auftritt eines Schuldieners beginne und das er der Engstirnigkeit bezichtigt. Die Zuschauer sollen jedenfalls dem Getöse der Hörner (gemeint ist das Geschwätz der auftretenden Personen) Platz machen, um durch diese keinen Schaden zu erleiden, zumal die Menschen vor ihnen für gewöhnlich das Weite suchten.

### Erster Akt

#### Szene 1–4 (Bonifacio)
Der alte Bonifacio ist unsterblich in die junge Vittoria verliebt. Er sieht jedoch ein, dass nicht die geringste Möglichkeit besteht, dass diese seine Liebe erwidert, da sie eine Vorliebe für junge und reiche Männer hat. Da er jedoch weder besonders jung noch freigiebig ist, versucht er durch Magie doch noch zu seinem Ziel zu gelangen. Deshalb schickt er seinen Diener Ascanio zum Magier Scaramurè, um diesen um Hilfe zu bitten. Während Bonifacio über Magie sinniert, begegnet er (Szene 3 – Bartolomeo, siehe "Argomento ed ordine della comedia") Bartolomeo, der ihn überredet, sein Liebesgeheimnis preiszugeben und sich anschließend über ihn lustig macht. Der Student Sanguino hat das Gespräch zwischen Bonifacio und Bartolomeo mitgehört. Er beabsichtigt Bonifacio einen Streich zu spielen.

#### Szene 5 (Manfurio)
Manfurio gibt eine ausführliche Probe seiner Eitelkeit und Pedanterie, indem er seine Schüler Sanguino und Pollula belehrt, die sich allerdings über ihn lustig machen. Schließlich verabschiedet sich Sanguino von Manfurio, da er mit Gioan Bernardo verabredet ist.

#### Szene 6–10 (Bonifacio)
Die Kupplerin Lucia erscheint auf der Bühne. Sie soll Vittoria im Namen Bonifacios ein Geschenk aus lauter Leckereien überbringen. Da sie am Hungertuch nagt, untersucht sie das Geschenk und nimmt sich einen Teil davon. Kurz darauf gibt Bonifacio dem Maler Gioan Bernardo ein Porträt in Auftrag. Am Ende des ersten Aktes trifft Bonifacio auf Ascanio und Scaramurè, der diesem Hoffnung macht, dass all seine Wünsche in Erfüllung gehen werden.

#### Szene 11–14 (Bartolomeo)
Cencio versucht Gioan Bernardo davon zu überzeugen, er wüsste, wie man Gold herstellt und diesem das dazugehörige Rezept zu verkaufen. Gioan Bernardo ist jedoch skeptisch und lehnt ab. Nach dem Gespräch der beiden erwägt Cencio das Weite zu suchen, bevor Bartolomeo bewusst wird, dass Cencio ihn betrogen hat. Indessen beklagt sich Marta in einem Monolog über ihre Vernachlässigung durch ihren Mann Bartolomeo, der seine gesamte Zeit der Alchimie widmet. Anschließend begegnet sie Sanguino, der sich über ihren Mann und dessen Tätigkeit lustig macht.

### Zweiter Akt

#### Szene 1–2 (Manfurio)
Manfurio trägt Ottaviano ein gegen Sanguino gerichtetes Schmähgedicht vor. Anschließend macht sich Ottavino über Manfurios Schulmeisterlichkeit lustig. Nachdem Ottaviano abgegangen ist, trifft Manfurio auf Pollula, dem er einen Liebesbrief übergibt, den er im Auftrag Bonifacios geschrieben hat. Beide verabschieden sich, da Manfurio ein paar Kupplerinnen herannahen sieht, mit denen er nichts zu tun haben möchte.

#### Szene 3–5 (Bonifacio)
Vittoria trägt Lucia auf, Bonifacio auszurichten, sie habe sich sehr über einen Liebesbrief von ihm gefreut. Beide sind voll der Hoffnung, dass sich Bonifacio ihnen gegenüber etwas großzügiger zeigen werde. Sie machen sich Illusionen über die Kraft der Liebe, die Bonifacio erweichen soll oder zumindest seinen Verstand bzw. seinen Geiz. Während Vittoria in ihren Luftschlössern schwelgt, wird sie von Sanguino unterbrochen, der, da er Bonifacios Monolog mitgehört hat und von ihm womöglich einst sexuell misshandelt wurde, diesem einen Streich spielen möchte.

#### Szene 6 (Bartolomeo)
Barra unterhält sich mit Lucia und erzählt dieser, welche Früchte die alchemistischen Experimente Bartolomeos getragen hätten. Sie hätten zur Folge, dass sich seine Frau Marta währenddessen mit ihm sexuell vergnügte. Schließlich geht Lucia ab, um Bonifacio auf den Liebesbrief zu antworten bzw. ihm die Antwort darauf zu übergeben. Barra erblickt Pollula und geht auf diesen zu.

#### Szene 7 (Manfurio)
Pollula erzählt Barra, dass er Vittoria einen von Manfurio im Auftrag Bonifacios geschriebenen Brief übergeben soll. Sie öffnen den Brief und lesen ihn. Darin erklärt Bonifacio, d. h. eigentlich Manfurio, in gewohnter, fast schon unverständlich verschnörkelter Sprache Vittoria seine Liebe. Aus dem Inhalt des Briefes folgern beide, dass Bonifacio Manfurio zum Vermittler gewählt habe, um bei Vittoria den Eindruck der Gelehrsamkeit zu erwecken. Frauen würden in Liebesbriefen allerdings eine direkte Sprache bevorzugen, d. h. Bonifacio werde auf diese Weise bei Vittoria kaum eine Chance haben.

### Dritter Akt

#### Szene 1 (Bartolomeo)
Bartolomeo trägt eine Art Lobgesang auf das Gold und Silber vor. Er tadelt die Philosophen, die die Tugend lobten und andere Elemente für wichtiger hielten als diese beiden Edelmetalle. Diese Philosophen würden selbst in Armut und von den Reichen leben, die sie tadelten.

#### Szene 2–5 (Bonifacio)
Von Lucia erfährt Bonifacio, dass Vittoria hoch verschuldet ist und ihre Edelsteine verpfänden musste. Er entgeht jedoch der Situation Lucia Geld geben zu müssen, da er Scaramuré und Ascanio erblickt und unvermittelt zu ihnen eilt. Scaramurè übergibt Bonifacio eine Jungfrau aus Wachs, die Bonifacio mit Nadeln verletzten soll, damit Vittoria sich in ihn verliebt. Ascanio soll laut Scaramurè ein Feuer anzünden. In dieses Feuer soll Bonifacio Weihrauch werfen und dreimal ein Zauberwort wiederholen. Daraufhin soll Bonifacio die Wachsfigur im Weihrauch räuchern, währenddessen drei Male ein weiteres Zauberwort hersagen und drei Male hintereinander gähnen. Dreimal soll er die Wachsfigur auf das Feuer richten und einen Zauberspruch wiederholen. Anschließend soll er die Wachsfigur in die entgegengesetzte Richtung des Feuers halten und ein viertes Zauberwort sprechen. Sollte bei dieser Prozedur die Wachsfigur anfangen zu schmelzen, bedeute dies Vittorias Tod. Nach all diesen Schritten soll Bonifacio die Wachsfigur an einen geheimen Ort verstecken, der allerdings nicht schäbig sein darf, sondern ehrwürdig und wohlriechend. Da Scaramurè vorgibt, sich für die Herstellung der Wachspuppe in Unkosten gestürzt zu haben, leistet ihm Bonifacio eine Anzahlung. Anschließend ermahnt ihn Scaramurè, sich zu beeilen, da die Prozedur nur in einem kleinen Zeitfenster wirksam sei, das mit der Position der Sterne zusammenhänge. Nachdem Bonifacio abgegangen ist, macht sich Scaramuré über dessen Liebeswahn lustig. Anschließend begegnet er Lucia. Sie erfährt von ihm, dass er im Gegensatz zu ihr vermocht hat, Bonifacio einige Münzen abzuluchsen. Scaramurè weiht Lucia in seine Pläne ein, Bonifacio einen Streich zu spielen. Als sie Manfurio herannahen sehen, machen sich beide davon.

#### Szene 6
Diese Szene wird im Abschnitt "Argomento ed ordine della comedia" nicht erwähnt. Manfurio trägt Pollula ein Schmähgedicht gegen Ottaviano vor, da dieser sich zuvor über ihn lustig gemacht hatte (Im Gegensatz zur Behauptung Brunos im Abschnitt "Argomento ed ordine della comedia" geschieht dies nicht in Szene 4 des dritten Akts). Nach dem Vortrag begegnen beide Gioan Bernardo.

#### Szene 7 (Manfurio)
Gioan Bernardo macht sich über Manfurio lustig und verflucht geradezu alle Pedanten, weshalb sich Manfurio beleidigt von ihm ab- und seinem Schüler Pollula zuwendet.

#### Szene 8
Diese Szene wird im Abschnitt "Argomento ed ordine della comedia" nicht erwähnt. Barra und Marca betreten die Bühne und erzählen sich Geschichten, in denen sie jeweils einen Wirt hintergangen und auf diese Weise die Zeche geprellt haben. Die Unterhaltung wird durch das Herannahen Sanguinos und Scaramurès unterbrochen.

#### Szene 9–10 (Bonifacio)
Sanguino fordert Marca, Barra und Corcovizzo auf, sich als Polizeischergen zu verkleiden. Er wiederum werde sich als Polizeihauptmann verkleiden. Auf diese Weise wollen sie Bonifacio, wenn dieser Vittorias Haus betritt oder verlässt, ergreifen und sowohl Vittoria als auch sich selbst von großem Nutzen sein. Scaramurè wird wie zufällig vorbeikommen und so tun, als würde er dafür sorgen, dass Bonifacio nicht zum Gericht geführt und dort verurteilt wird. Als Manfurio herannaht, begeben sich die als Polizeischergen Verkleideten in ein Versteck, um auch ihm einen Streich zu spielen.

#### Szene 11–13 (Manfurio)
Corcovizzo erzählt Manfurio, wie ein nicht genannter Mann Bonifacio, während dieser ein bei einem gewissen Meister Luca ein Paar Stiefel anprobierte, durch eine List um sein Hab und Gut brachte. Beide sind froh, dass sie umsichtiger sind als Bonifacio und erzählen sich, wo sie ihr Geld bei sich versteckt halten. Um diese Information bereichert, raubt Corcovizzo Manfurio aus und macht sich mit der Geldbörse Manfurios davon. Als Manfurio sich bei dem sich in der Nähe befindenden, als Polizeischergen verkleidete Barra wegen dessen Untätigkeit beschwert, behauptet Barra, dass er Corcovizzo nicht weiter verfolgt habe, da dieser ihm erzählt habe, er sei ein Diener Manfurios; er sei weggelaufen, da Manfurio ihn körperlich bestrafen wollte. Manfurio ist seinerseits dem Dieb nicht hinterher gerannt, da es sich seiner Meinung nach, jemandem seines Berufsstandes nicht gezieme, zu rennen. Sanguino kommt zu den beiden hinzu und gibt vor, Corcovizzo Aufenthaltsort zu kennen. Barra wiederum gibt vor, mit Manfurio zu Corcovizzo gehen zu wollen, um diesen zur Rechenschaft zu ziehen. Um nicht von Corcovizzo erkannt zu werden, müsse Manfurio sich jedoch verkleiden. Manfurio erhält zu diesem Zweck eine schäbige Toga. Seine kostbare Toga und seinen Gelehrtenhut vertraut er indessen Sanguino und Barra an.

### Vierter Akt

#### Szene 1–8 (Bonifacio)
Vittoria wird ob des Zögerns und des Geizes Bonifacios allmählich ungeduldig. Da sie von Scaramurè erfahren hat, dass Bonifacio sie zur Not mit einer Wachsfigur zu verhexen gedenkt und sie offenbar in seine Pläne eingeweiht hat, entschließt sie sich, am Streich von Sanguino, Scaramuré, Gioan Bernardo und den beiden als Polizeischergen Verkleideten zu beteiligen. Lucia ist Teil dieser verschworenen Gemeinschaft und stellt unter Beweis, dass sie in der Zwischenzeit nicht untätig war, da sie Bonifacios Frau ebenfalls für die Beteiligung am Streich gewinnen konnte. Vittoria und Lucia werden bei ihrem Gespräch durch Bartolomeo überrascht, streiten sich mit ihm und gehen zornig davon (Szene 3 – Bartolomeo, siehe "Argomento ed ordine della comedia"). Bartolomeo bleibt allein auf der Bühne zurück (Szene 4 – Bartolomeo, siehe "Argomento ed ordine della comedia") als Bonifacio auf ihn trifft. Beide machen sich übereinander lustig (Szene 5 – Bartolomeo, siehe "Argomento ed ordine della comedia"). Als sich beide voneinander trennen, trifft Lucia auf Bonifacio und erzählt diesem, dass Vittoria unsterblich in ihn verliebt sei. Lucia weint, da sie, wie sie behauptet, Bonifacio für eiskalt und berechnend hält. Er liebe Vittoria in Wirklichkeit nicht. Lucia behauptet, bestimmte Gewänder zu einer Nachbarin bringen zu müssen. Wie sich später herausstellen wird, handelt es sich hierbei um Vittorias Gewänder, die Bonifacios Frau Carubina tragen wird, um ihren Mann zu täuschen und später bloßzustellen. Da die Nachbarinnen Vittorias bis um Mitternacht aus dem Fenster spähten, empfiehlt Lucia Bonifacio, sich als Gioan Bernardo zu verkleiden, um die Ehre Vittorias zu wahren (denn wenn Bonifacio Vittorias Haus als Maler verkleidet betrete, würden die Nachbarinnen wohl denken, er wolle sie porträtieren). Bonifacio hat zwar dieselbe Statur Gioan Bernardos, aber es fehlt ihm ein Bart, den er sich von einem Maskenbildner anfertigen und auftragen lassen muss. Wieder allein auf der Bühne, äußert Bonifacio die Vermutung, dass er die Wachsfigur zu nah ans Feuer gehalten habe, da sich Vittoria so sehr vor Liebe verzehre. Folglich hat er das Ritual mit der Wachsfigur längst vollzogen, ohne, dass dies je auf der Bühne gezeigt worden ist. Anschließend begegnet Bonifacio Marta, der Frau Bartolomeos (Szene 8 – Bartolomeo, siehe "Argomento ed ordine della comedia"). In dem Gespräch der beiden ist von dem Liebesleben der Männer und der Frauen die Rede, wobei Marta deutlich macht, dass das Liebesleben der Frauen im Vergleich zu dem der Männer nicht frei ist, weil jedwede Freiheit ungerechterweise in der von Männern beherrschten Gesellschaft sanktioniert wird. Am Ende des Gesprächs bittet Bonifacio Marta darum, ihm ein Potenzmittel zuzubereiten, für den Fall, dass er und Vittoria zusammenkommen sollten.

#### Szene 9–10 (Bartolomeo)
Als Marta wieder alleine auf der Bühne steht, beklagt sie in einem Monolog die unheilvolle Wirkung des Geldes. Seit ihr Mann zu Reichtum gekommen sei, vernachlässige dieser sie im Bett. Auch Herrscher würden durch allzu großen Reichtum korrumpiert bzw. geschwächt. In dem Monolog wird zudem auch von Martas Seite deutlich, dass sie eine Affäre mit Barra hat. Nach ihrem Monolog hört Marta in der Nähe die Stimme ihres Mannes und dessen Burschen Mochione. Mochione erzählt Bartolomeo, dass es die Chemikalie, die minderwertige Materie angeblich in Gold verwandeln kann, nicht gebe und dass Bartolomeo wohl von Cencio hereingelegt worden sei. Marta, die zuvor gebetet hatte, ihr Mann möge wieder zur Vernunft kommen, glaubt, sie sei erhört worden.

#### Szene 11 (Manfurio)
In einem Monolog erzählt Manfurio, wie er von Sanguino und dessen Schergen bestohlen wurde. Er sei zu einem Haus geführt worden, in dem sich angeblich der Dieb befinden sollte. Während die vermeintlichen Polizeischergen den Dieb dingfest machen wollten, sollte Manfurio draußen warten. Nach langem vergeblichen Warten habe Manfurio schließlich das Haus betreten, sich von Tür zu Tür durchgefragt und schließlich bemerkt, dass das Haus am anderen Ende des Ganges einen weiteren Eingang habe, über den die vermeintlichen Polizeischergen sich mit seiner Kleidung davongemacht hätten.

#### Szene 12–14 (Bonifacio)
Carubina und Lucia sprechen das weitere Vorgehen ab. Bonifacios Frau Carubina möchte als Vittoria verkleidet, unter dem Vorwand, Vittoria sei unsterblich in Bonifacio verliebt, diesen beim Geschlechtsakt so rüpelhaft behandeln, dass diesem die Liebe zu Vittoria vergehen werde (z. B. beabsichtigt sie, Bonifacio in die Zunge beißen und seine Genitalien so sehr zu malträtieren, bis er schreit). Wie durch die Schreie angeblich alarmiert, werde Lucia herbeieilen und nach dem Rechten sehen. Wenn Lucia beide im Dunkeln liegenden beleuchtet habe, werde alles auffliegen. Nach der Absprache begibt sich Carubina in Vittorias Haus. Lucia begibt sich indessen zu Gioan Bernardo, um ihn von der Verkleidung Bonifacios, Sanguinos und seiner Gesellen und von der Absprache mit Carubina zu unterrichten. Gioan Bernardo ist von der Verkleidung Sanguinos und seiner Gesellen bereits unterrichtet. Er weiß, dass sie in einem Wirtshaus den richtigen Zeitpunkt abwarten, um als Polizisten in Aktion zu treten. Es stellt sich schließlich heraus, dass die Motivation für Lucias Engagement eine Beteiligung an der Beute ist, die sie sich durch den Streich verspricht.

#### Szene 15–16 (Manfurio)
Manfurio sieht Lucia und Gioan Bernardo miteinander reden. Als er sich zu verstecken sucht, um beiden zu lauschen, wird er von Sanguino und dessen Gesellen unter dem Vorwand festgenommen, dass er versucht habe, sich vor der Polizei zu verstecken und dass der Mantel, den er trage, angeblich vor kurzem einem Zollbeamten gestohlen worden sei.

### Fünfter Akt

#### Szene 1 (Bonifacio)
Bonifacio ist als Gioan Bernardo verkleidet, unterhält sich mit Lucia und zittert dabei aus Vorfreude vor Liebe und/oder Wollust auf Vittoria. Anschließend begibt er sich in ihr Haus.

#### Szene 2–8 (Bartolomeo)
Bartolomeo beklagt sich, dass Consalvo ihm die Chemikalie, die wertlose Materie in Gold verwandeln soll, nicht mehr verkaufen kann und dass diese selbst aus Gold besteht, er also einem Betrug aufgesessen ist. Da Bartolomeo Consalvo des Betrugs mitbeschuldigt, kommt es zu einer Schlägerei zwischen den beiden, in der Bartolomeo unterliegt und schließlich um Hilfe schreit. Durch den Lärm alarmiert treffen Sanguino und seine Gesellen als Polizeihauptmann und Polizeischergen verkleidet ein. Consalvo und Bartolomeo werden gefesselt und abgeführt. Bartolomeo trägt seinem Diener Mochione, der die ganze Zeit über anwesend war, auf, nach Hause zu gehen, seine Frau vom Vorfall zu unterrichten und ihr aufzutragen, ihn am nächsten Tag im Gefängnis zu besuchen. Auf dem Weg zum Haus seines Herrn trifft Mochione Gioan Bernardo und erzählt diesem von der Schlägerei und der Festnahme Bartolomeos und Consalvos. Nach dem Gespräch geht Mochione seines Wegs. Gioan Bernardo bleibt alleine auf der Bühne zurück und sinniert in einem Monolog über die Taten des mit seinen Gesellen herannahenden Sanguino. Dieser hat zusammen mit seinen Gesellen Bartolomeo und Consalvo festgenommen, ausgeraubt und beide aneinander gefesselt auf der Straße liegen lassen – unter dem Vorwand, dass sie den beiden zwar für dieses Mal verziehen hätten, jedoch nicht wollten, dass sie sich weiterhin prügelten. Sanguino erzählt Gioan Bernardo von der Prügelei zwischen Bartolomeo und Consalvo und der anschließenden Festnahme der beiden. Er und seine Gesellen machen sich davon als sie Bonifacio herankommen sehen. Gioan Bernardo wartet indessen heimlich auf Bonifacio.

#### Szene 9–11 (Bonifacio)
Die Identität Bonifacios und Carubinas ist aufgeflogen. Beide verlassen gerade Vittorias Haus, als sie auf Gian Bernardo stoßen, der währenddessen draußen sozusagen Wache geschoben hat. Dieser wirft Bonifacio vor, seine Identität geraubt zu haben. Unter dem Vorwand, dass Bonifacio außer dem Ehebruch weitere Übeltaten in seinem Namen begangen haben könnte, hält Gioan Bernardo ihn fest und lässt ihn nicht gehen. Als der als Polizeihauptmann verkleidete Sanguino herbeikommt, um den Streit vorgeblich zu schlichten, behauptet Bonifacio ihm gegenüber, Gioan Bernardo habe seine Identität angenommen, um mit seiner Frau fremdzugehen. Da aber Bonifacios Frau interveniert und ihren Mann bloßstellt und Gioan Bernardo nachweisen kann, dass der Bart Bonifacios falsch ist, wird Gioan Bernardo nicht abgeführt – unter der Bedingung jedoch, dass er sich am nächsten Tag vor Gericht einfindet. Gioan Bernardo gelingt es zudem Carubina zu entlasten. Auch sie wird vorläufig freigelassen und unter der Bedingung in Gioan Bernardos Obhut gegeben, dass sie sich am nächsten Tag vor Gericht einfindet. Wie Callimaco in Machiavellis Mandragola (1518, vgl. Szene 4 fünften Akts) verrät Gioan Bernardo Carubina, dass alles nur ein großer Streich gewesen ist und dass Sanguino und seine Gesellen in Wirklichkeit als Polizeihauptmann und Polizeischergen verkleidete Edelmänner sind. Die Diskussion zwischen Carubina, die um ihre Ehre fürchtet und Gioan Bernardo, der die Ehre bzw. die Ehrlosigkeit nur dann für wichtig hält, wenn sie ruchbar wird, erinnert an ein Gespräch zwischen Amarilli und Corisca in Guarinis Il pastor fido (1590, vgl. Szene 5 des dritten Akts). Schließlich gehen Gioan Bernardo und Carubina ab, da sie herannahende Personen hören. Ob Gioan Bernardo bei Carubina seinen Willen durchsetzen kann, bleibt offen.

#### Szene 12–13 (Bartolomeo)
Diejenigen, die daherkommen sind die aneinander gefesselten Consalvo und Bartolomeo. Sie fallen hin und bleiben liegen, da sie sich aus Hass zueinander nicht einigen können, sich aufzurichten. Die beiden Streithähne werden von Scaramurè entdeckt. Scaramurè befreit die beiden von ihrer Fessel und heißt sie jeweils in die entgegengesetzte Richtung gehen.

#### Szene 14–24 (Bonifacio)
Scaramurè kommt bei Sanguino und dessen Gesellen vorbei, bei denen er Bonifacio vorfindet. Er tut so, als ob er sich um die Freilassung Bonifacios bemühe. Eigentlich hat Scaramurè vor, weiterhin Geld aus Bonifacio herauszupressen. Er spricht sich mit Sanguino ab, Bonifacio dermaßen einzuschüchtern, dass dieser ihn zu Gioan Bernardo schickt, sich anschließend bei allen entschuldigt und bereit sein wird, die verlangte Summe zu zahlen, um ja freizukommen. Nach einem langen Gespräch gelingt es Scaramurè Bonifacio davon zu überzeugen, Sanguino und seinen Gesellen, all das Hab und Gut, das er bei sich hat, zu überlassen. Anschließend versucht Scaramurè in einer ausführlichen Rede Bonifacio zu entlasten, indem er die Rechtsprechung Neapels und anderer wichtiger Städte in Italien vergleicht und zu dem Schluss kommt, dass die Prostitution in den großen und zivilisierteren Städten nicht geahndet wird, um die Ehre der Freier bzw. ihrer Frauen zu schützen. Sanguino entgegnet, dass dies im Fall Bonifacios nicht möglich sei, da es zu viele Zeugen bzw. Ankläger gebe: Gioan Bernardo nämlich und Bonifacios Frau, mit deren Vernunft man in ihrem Zorn nicht rechnen könne. Scaramurè schlägt jedoch vor, Bonifacio mit Unterstützung Sanguinos mit Gioan Bernardo auszusöhnen. Allerdings müsse sich Bonifacio gegenüber Sanguino erkenntlich zeigen. Sanguino wiederum tut bescheiden und verlangt allein für die seine Schergen Geld. Am Ende der Szene holt Scaramurè Carubina und Gian Bernardo herbei, damit sich Bonifacio bei diesen entschuldigen und Sanguino ihn freilassen kann. Indessen wartet Gioan Bernardo vor der Tür des Hauses, in dem Bonifacio gefangengehalten wird und unterhält sich mit Ascanio. Er kann erst an die Tür klopfen, wenn Scaramurè ihm Bescheid gibt. Als Scaramurè herbeikommt, lässt Gioan Bernardo Ascanio Carubina holen. Als Carubino, Ascanio, Scaramurè und Gioan Bernardo schließlich beisammen sind, sprechen sie das weitere Vorgehen ab: Scaramurè und Gioan Bernardo werden zunächst mit Sanguino und seinen Gesellen verhandeln. Indessen sollen sich Carubina und Ascanio in einem Winkel versteckt halten, um anschließend bei Gelegenheit von dort aus wie zufällig vorbeizukommen. Im Haus gibt Scaramuré Sanguino Bescheid, dass Carubina auf dem Weg zu ihnen ist. Bonifacio fleht bei Gioan Bernardo um Nachsicht und Vergebung. Scaramurè unterstützt ihn in seinen Bitten. Indessen betritt Carubina das Haus. Da Bonifacio auch sie um Vergebung bittet, verzeiht sie ihm und setzt sich wie Scaramurè dafür ein, dass Gioan Bernardo ihrem Mann vergibt. Schließlich schließen Gioan Bernardo und Bonifacio Frieden und Bonifacio bezahlt wie abgesprochen die Gesellen Sanguinos.

#### Szene 25 – 26 (Manfurio)
Sanguino verlangt von Manfurio Schmiergeld, um freigelassen zu werden. Manufrio habe außerdem die Wahl, mit einer Rute zehn Hiebe auf seine ausgestreckten Finger zu erhalten oder 50 der wohl damals in Schulen üblichen Peitschenhiebe auf den nackten Hintern. Da Manfurio vorgibt, kein Geld bei sich zu haben, entscheidet er sich für die Hiebe auf die Finger. Da sich ihm diese Züchtigung alsbald als unerträglich schmerzvoll erweist, entscheidet er sich für die Hiebe auf den Hintern. Nach wenigen Hieben kapituliert Manfurio und bietet Sanguino und dessen Gesellen einige Münzen an. Da nun offensichtlich ist, dass er gelogen hat, soll er nun zur Strafe 70 Hiebe erhalten. Doch Manfurio kommt der Strafe zuvor, indem er Sanguino und dessen Gesellen das gesamte Hab und Gut, das er bei sich hat, überlässt. Anschließend gehen Sanguino und dessen Gesellen ab. Ascanio, der bei der Folterszene zugegen war, aber offensichtlich entweder von Manfurio nicht erkannt oder nicht gesehen wurde, tritt diesem entgegen und macht ihm weis, er befinde sich auf der Bühne eines Theaters. Er fordert Manfurio auf, seinerseits das Publikum aufzufordern, zu applaudieren und damit die Komödie enden zu lassen. Nach einer für ihn üblichen ausschweifenden und umständlichen Rede gibt Manfurio schließlich das Zeichen zum Applaus.

## Personen
- Bonifacio, Verehrer Vittorias
- Bartolomeo, Alchimist
- Manfurio, Schulmeister
- Vittoria, Dame
- Lucia, Kupplerin
- Carubina, Bonifacios Frau
- Gioan Bernardo, Maler
- Scaramurè, Magier
- Ottaviano, Witzbold
- Pollula, Schüler Manfurios
- Cencio, Betrüger
- Marta, Bartolomeos Frau
- Consalvo, Apotheker
- Sanguino, Spitzbube
- Barra, Spitzbube
- Marca, Spitzbube
- Corcovizzo, Spitzbube
- Ascanio, Diener Bonifacios
- Mochione, Diener Bartolomeos

## Literarische Vorbilder
- Homers Ilias (~ 8. Jahrhundert v. Chr.)
- Terenz’ Andria (166 v. Chr.)
- Horaz’ Ars poetica (18 v. Chr.)
- Vergils Georgica (~ 37–29 v. Chr.), Aeneis (~ 29 v. Chr. – 19 v. Chr.)
- Ovids Tristia (8–17 n. Chr.)
- Petrarcas Trionfi (1356–74), Canzoniere (Erstdruck 1470)
- Ariosts Orlando furioso (1516/32)

### Verfilmungen
Die Komödie wurde 1982 vom ungarischen Regisseur Gyula Maár mit dem Titel „Nápolyi mulatságok“ („Vergnügungen von Neapel“) verfilmt. Die Hauptrolle von Bonifacio spielt Géza Balkay. Siehe https://www.imdb.com/title/tt0430415/

### Textausgaben
- Giordano Bruno: "Candelaio", in: Il teatro italiano II. La commedia del Cinquecento. Tomo terzo (1978). Torino (Turin): Einaudi.
- Giordano Bruno: Candelaio – Chandelier; kritische italienisch-französische Ausgabe von Aquilecchia, Squarotti und Hersant. Les Belles Lettres, Paris 1993. (Oeuvres complètes vol. I.)
- Giordano Bruno: Candelaio – Kerzen, Gold und Sprachgelichter. Komödie in fünf Akten, aus dem Italienischen übersetzt und mit einem Nachwort versehen von Johannes Gerber. Editions Theaterkultur Verlag, Basel 1995. (Materialien des ITW Bern, Nr. 4.)